# As Long as You Love Me
As Long as You Love Me – drugi singel kanadyjskiego piosenkarza Justina Biebera, pochodzący z jego trzeciego albumu studyjnego Believe. Jego producentami są Rodney Jerkins, Tyler McGowen i Andre Lindal. Piosenkę wydano 10 lipca 2012, zaś teledysk ukazał się 1 sierpnia 2012.

## Teledysk
Teledysk opowiada o zakazanej miłości piosenkarza. Ojciec jego wybranki nie zgadza się na związek i każe mu odejść. Bieber mimo to próbuje uciec z dziewczyną, ale jej ojciec się orientuje i bije artystę na parkingu. Klimat stylizowany jest na południowo-amerykańskie porachunki gangsterów. W 0:41 min nagrania po prawej stronie możemy zobaczyć rękę najprawdopodobniej operatora, która przypadkiem się tam znalazła.